# America the Beautiful
America the Beautiful (srp. Amerika, prelepa) američka je patriotska pesma. Tekst pesme je napisala pesnikinja Katarina Li Bejts, dok je muziku komponovao orguljaš i kompozitor Semjuel A. Vord. Izvorno napisana kao poema, prvi put je objavljena u izdanju crkvenog časopisa „The Congregationalist“ od 4. jula 1895. godine, na dan nezavisnosti SAD. U tom trenutku nosila je naziv „America“. Nakon prilagođavanja teksta Vordovoj muzici, pesma je 1910. godine pod današnjim nazivom „America the Beautiful“ prvi put objavljena. Jedna je od najomiljenijih patriotskih pesmi u Sjedinjenim Američkim Državama, te je zajedno sa pesmom „God Bless America“ nezvanična himna ove zemlje..

## Tekst na engleskom
| „ | O beautiful, for spacious skies, For amber waves of grain, For purple mountain majesties Above the fruited plain! America! America! God shed His grace on thee, And crown thy good with brotherhood, from sea to shining sea. O beautiful, for pilgrim feet Whose stern, impassioned stress A thoroughfare for freedom beat Across the wilderness! America! America! God mend thine ev’ry flaw; Confirm thy soul in self control, thy liberty in law! O beautiful, for heroes proved In liberating strife, Who more than self their country loved And mercy more than life! America! America! May God thy gold refine, Till all success be nobleness, and ev’ry gain divine! O beautiful, for patriot dream That sees beyond the years, Thine alabaster cities gleam Undimmed by human tears! America! America! God shed His grace on thee, And crown thy good with brotherhood, from sea to shining sea! | ” |